# Lawrence Bush
Lawrence Bush (* 1951) ist ein US-amerikanischer Schriftsteller, Essayist und Herausgeber. 
Bush arbeitete unter anderem als Musiklehrer und Puppenspieler und ist seit mehr als dreißig Jahren Herausgeber des 1946 gegründeten Magazins Jewish Currents. Weiterhin war er Gründer des Magazins der jüdischen Rekonstruktionismusbewegung Reconstructionism Today, das er dreizehn Jahre lang leitete, und Redenschreiber des Repräsentanten des amerikanischen Reformjudentums Rabbi Alexander M. Schindler.
Neben zwei Jugendbüchern (Rooftop Secrets und Emma Ansky-Levine and Her Mitzvah Machine) veröffentlichte Bush unter anderem den historischen Roman Bessie: A Novel of Love and Revolution (1983) und die Bücher American Torah Toons: 54 Illustrated Commentaries, Jews, Money and Social Responsibility (mit Jeffrey Dekro) und Waiting for God: The Spiritual Explorations of a Reluctant Atheist. Zu Leo Rostens 100. Geburtstag gab er eine von ihm kommentierte Neuauflage von dessen The Joys of Yiddish heraus.